# Веб 3.0
Трећа фаза у еволуцији Светске мреже (World Wide Web), заснована на томе да Интернет разуме делове информација које чува и да је способан да прави логичке везе између њих.

Са вебом 3.0 Интернет постаје паметнији, почиње да вас познаје боље пратећи вашу историју претраживања (као и све урађено током Веба 2.0) и унаперед нуди садржај, знајући шта вам је потребно.

## Историја
Још од његовог настајања раних деведесетих година, Интернет је био феномен, константно еволуирајући као одговор на нове технологије и на све веће захтеве корисника. Ознака Веб 1.0, 2.0... је базирана на означавању производа у зависности да ли је у питању оригинална верзија или каснија модификација. То је посебно популарно у ИТ свету где се софтвер означава новом верзијом после сваке модификације.

## Карактеристике
Иако је тешко одредити тачну дефиницију Веба 3.0, већина њих се слаже да је главна карактеристика разумеванје и повезивање информација, као и извођење заључака.

Подаци ће стизати од стране корисника и Интернет ће се прилагођавати потребама корисника. На пример: Ако често претражујете помоћу кључних речи "путовање", веб ће сам нудити нови садржај везан за путовања. Ако тражите и информације о одређеном граду, веб ће комбиновати те две информације и понудиће начине путовања до тог места.

### Предности
Главна предност Веба 3.0 је приступ информација где год се налазили. Идеја је да корисник може да има што већи приступ подацима са било које локације, не само од куће. Технологија покушава да прошири ову идеју повезивањем телевиѕора на Интернет, као и приступу подацима на рачунару са мобилног телефона и обрнуто.

## Технологије
Развој веба 3.0 је испреплетан са развојем технологија. Како се Веб буде развијао, тако ће и нове технологије усавршавати.

### Кључни трендови
Повезаност са Интернетом
- Широкопојасни интернет
- Мобилни интернет
- Паметни телефони

Мрежно рачунарство
- "Софтвер као услуга" пословни модел
- Повезаност веб услуга
- Дељење садржаја (P2P, рачунарство у облаку)

Отворене технологије
- Отворени АПИ-ји и протоколи
- Отворени формати података
- Програми отвореног кода
- Отворени подаци

Интелигентни Интернет
- Технологије семантичног веба
- Паметне апликације